# Rebelión de Nohcacab
Se llama rebelión de Nohcacab a un acontecimiento precursor de la guerra de castas ocurrido en la hacienda de Uxmal y su localidad anexa, Chetulix, por entonces parte de la República de Yucatán el lunes 10 de abril de 1843, en el que un grupo rebelde de mayas de la región oriental de la península de Yucatán, México y del pueblo de Nohcacab (hoy Santa Elena), en Yucatán, saqueó las trojes de la hacienda, repartió entre los indígenas de la zona carne y maíz, y asesinó a tres personas, entre ellas, el mayocol de la hacienda.
Después del saqueo los participantes sostuvieron una reunión para decidir qué acciones tomar ante los hechos, que las autoridades tacharon de tumultuarios. Según las autores del libro citado abajo, publicado por el CIESAS, que relata el acontecimiento:

Se trata, con justeza, como le ha llamado un importante historiador, de “un prefacio inédito de la Guerra de Castas”, la cual estalló en 1847.

## Hechos históricos
Aunque los hechos de Nohcacab no aparecen registrados en los libros tradicionales de historia de Yucatán, investigaciones recientes conducidas por Laura Machuca Gallegos y Carmen Méndez Serralta en el Archivo General del estado de Yucatán han mostrado el proceso judicial que se siguió a los autores de la acción rebelde durante los últimos años de la primera mitad del siglo XIX y han puesto de manifiesto cómo el acontecimiento, fue un preludio de lo que ocurriría pocos años después, en 1847, cuando se inició la denominada guerra de castas en la península de Yucatán.